# Gentianella ernestii
Gentianella ernestii är en gentianaväxtart som först beskrevs av John Isaac Briquet, och fick sitt nu gällande namn av Fabris och J.S. Pringle. Gentianella ernestii ingår i släktet gentianellor, och familjen gentianaväxter. Inga underarter finns listade i Catalogue of Life.